# Tora e Piccilli
Tora e Piccilli – miejscowość i gmina we Włoszech, w regionie Kampania, w prowincji Caserta.
Według danych na rok 2004 gminę zamieszkuje 1068 osób, 89 os./km².